# Lingayen

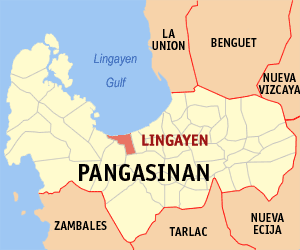
Lingayens läge i Pangasinan

Lingayen är en ort i Filippinerna och är administrativ huvudort för provinsen Pangasinan, Ilocosregionen. 88 891 invånare (folkräkning 1 maj 2000). Lingayen är tillsammans med grannstaden Dagupan City centralorter för ett av Filippinernas största storstadsområden, med över en halv miljon invånare.
Lingayen räknas officiellt inte som stad utan är en kommun. Kommunen består av 32 smådistrikt, barangayer, varav samtliga klassificeras som tätortsdistrikt.